# バンカー・タッチ・ギター

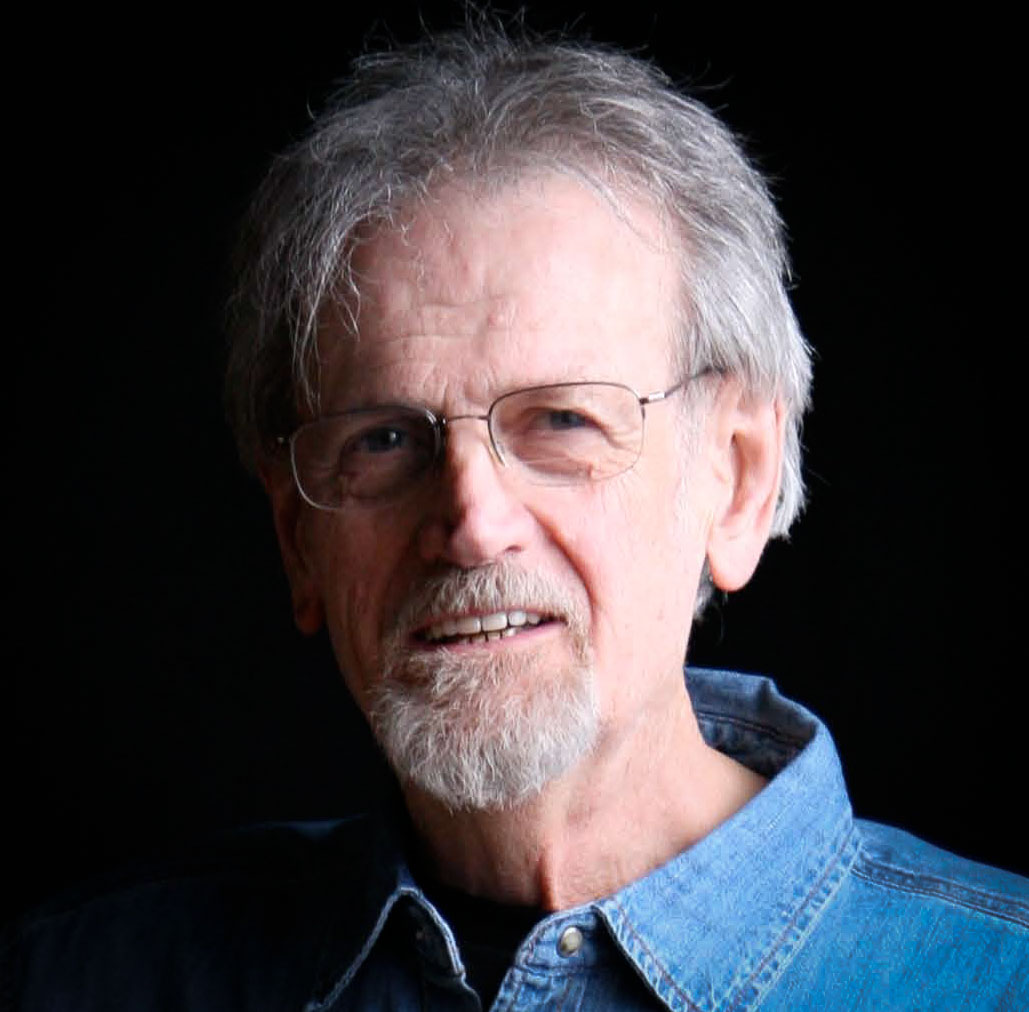
デイヴ・バンカー

バンカー・タッチ・ギター (Bunker Touch Guitar) は、デイヴ・バンカー (Dave Bunker) が開発したダブル・ネックのタッチ・ギター。

## 開発
デイヴ・バンカーは、自ら開発し、特許を取った最初のダブル・ネック・タッチ・スタイル・ギターを、デュオレクターと名付けた。バンカーはこの新しい楽器を、1955年にテレビ番組『Ozark Jubilee』の中で全国的に紹介し、1960年にはポートランドの新聞『オレゴニアン』の中でも披露した。特許に基づいた改良を加え、デュオレクターはバンカー・タッチ・ギターという名で広く知られるようになった。

## 演奏法

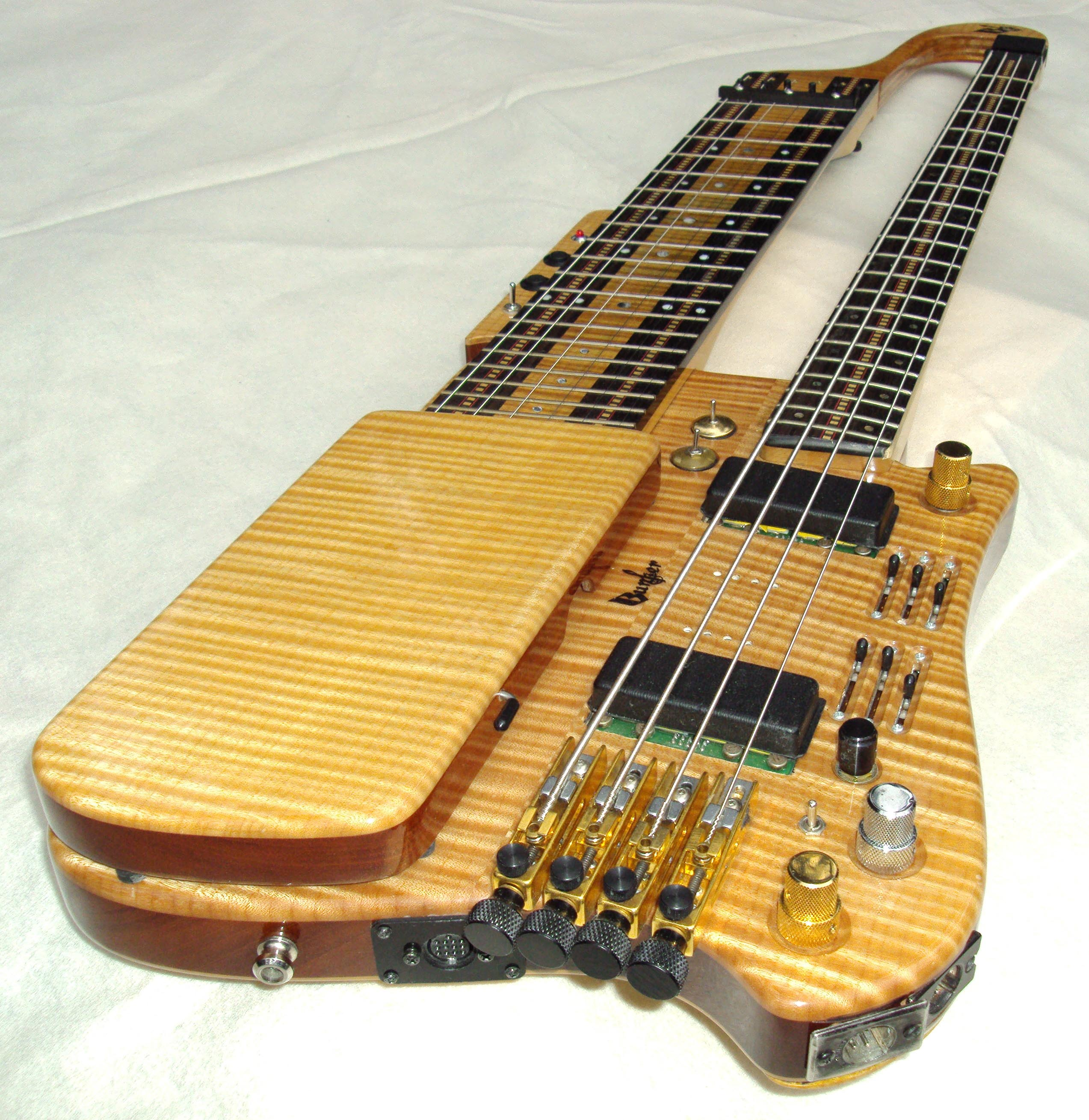
ツイン・ネックは、バンカー・タッチ・ギターの大きな特徴である。

ツイン・ネック (twin necks) と称される2本ひと組のネックを別にすれば、バンカー・タッチ・ギターの見た目は、典型的なギターと大きく変わっているわけではない。しかし、演奏法は、大きな違いがある。バンカー・タッチ・ギターの弦は、ネックが1本だけの伝統的な通常のギターの場合のように、爪弾かれたり、弾かれることはない。その代わり、すべての弦は、タッチないしタップに反応するようにできている。バンカー・タッチ・ギターでは、弦が押さえられると音が鳴り、開放されると音が止まるようになっている。左手を使って、下側のネックでベース・ラインを奏でながら、同時に右手で上側のネックで主旋律を奏でる。ネックの最上部には伝統的なギターにあるようなヘッドはなく、調律のための機構は楽器の下方に配置されている。

## 使用

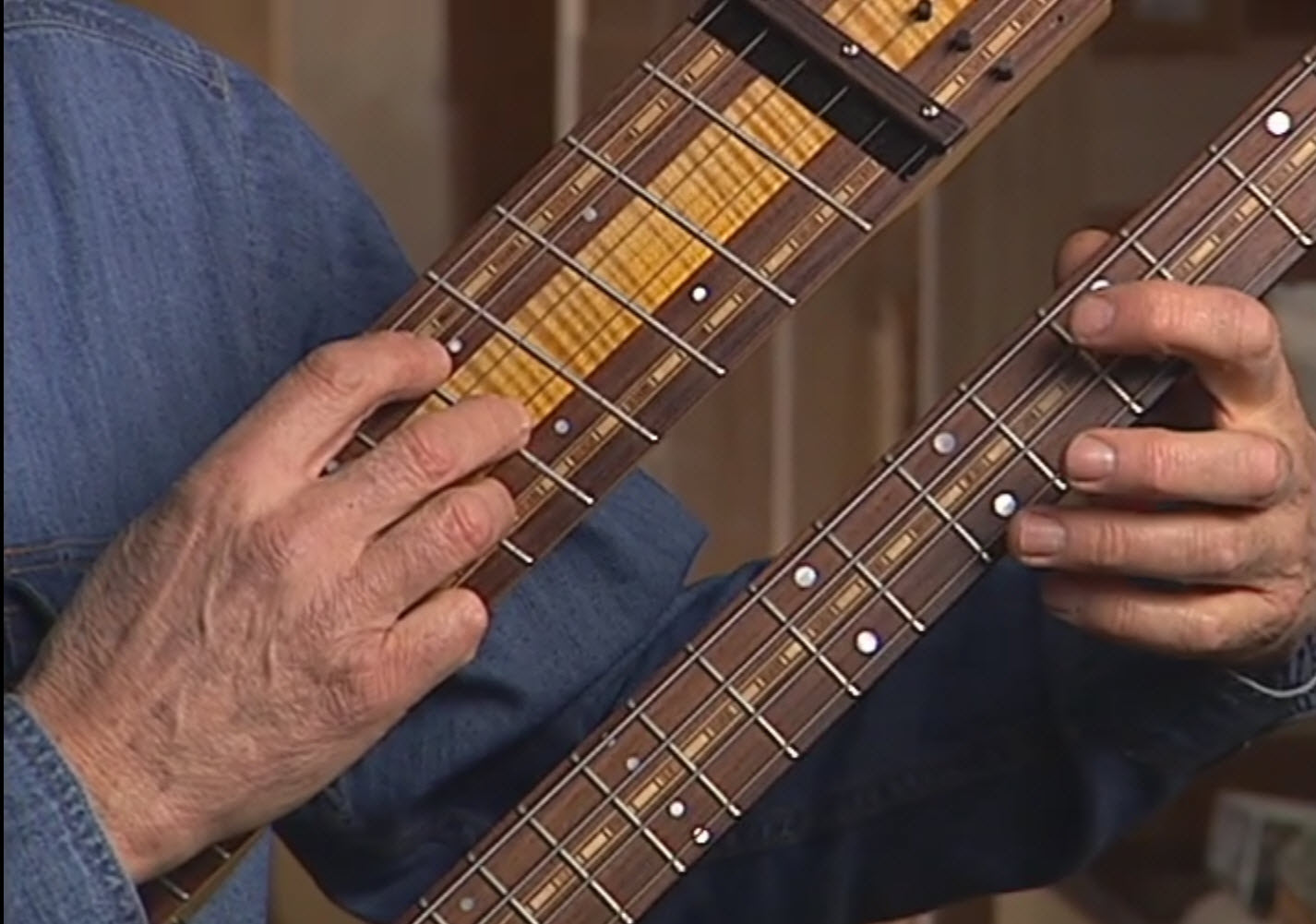
左手は低音部、右手は主旋律を、それぞれタッチによって同時に奏でる。

初期のタッチ・ギターが、標準的なネック1本のギターにおける演奏法の進化に及ぼした影響の重要性は、2000年にシアトルで開館したエクスペリエンス音楽プロジェクト博物館（Experience Music Project Museum：後のミュージアム・オブ・ポップカルチャーの前身）における展示で紹介された。デイヴ・バンカーは、博物館がおこなったインタビュー録画に応じて、彼の発明の開発の経緯を語った。彼が設計した独特の形状のタッチ・ギターは、その後も成熟を重ね、1964年から1974年にかけてラスベガスのゴールデン・ナゲッツの呼び物のショーで演奏が披露された。
バンカー・タッチ・ギターのために開発された特許の一部は、他の同時代のギターの設計にも用いられてきた。タッチのテクニックは、エディ・ヴァン・ヘイレン、スタンリー・ジョーダン、スティーヴ・ヴァイ、ジェフ・ヒーリーなどのギタリストたちによって広められていった。